# 特里·杜伊劳德
特里·杜伊劳德（英語：Terry Duerod，1956年7月29日—2020年11月13日），美国NBA联盟前职业篮球运动员。他在1979年的NBA选秀中第3轮第4顺位被底特律活塞选中。